# Matteo Sereni
Matteo Sereni (* 11. Februar 1975 in Parma) ist ein italienischer Fußballtorhüter.

## Spielerkarriere

### Sampdoria Genua
Matteo Sereni stammt aus der Jugend von Sampdoria Genua, wo er auch seine ersten Schritte im Profifußball tätigte. In seiner ersten Saison als Profispieler wurde er an den unterklassigen Verein AC Crevalcore verliehen. Anschließend kehrte er für die nächsten beiden Jahre als zweiter Keeper zu Sampdoria zurück, kam jedoch nicht über neun Einsätze hinaus.
Aus diesem Grunde wurde Sereni für die Saison 1996/97 an Piacenza Calcio verliehen, wo er als Stammkeeper in allen Spielen zum Einsatz kam und das souverän die Klasse hielt. Im folgenden Jahr verfehlte er das Saisonziel Klassenerhalt mit dem FC Empoli als abgeschlagener Tabellenletzter deutlich. Da auch Sampdoria abstieg, ging Sereni mit in die Serie B, wo er die beiden Jahre von 1991 bis 2001 einen Stammplatz hatte und nur ein einziges Mal nicht auflaufen konnte.

### Ipswich Town
Bei Sampdoria konnte Sereni derart überzeugen, dass er vom englischen Erstligisten Ipswich Town für die vereinsinterne Rekordablösesumme von 7,5 Mio. € unter Vertrag genommen wurde. Nach einem Jahr, in dem er regelmäßig spielte, stand jedoch der Abstieg fest. Für die Saison 2002/03 war Sereni an den italienischen Erstligisten Brescia Calcio verliehen, bis er nach der Saison und dem verpassten Wiederaufstieg Ipswichs endgültig die Engländer verließ.

### Die letzten Jahre
Von 2003 bis 2007 stand Sereni bei Lazio Rom unter Vertrag, wo er sich jedoch nie wirklich durchsetzen konnte, obwohl er 2004 beide Spiele im Finale der Coppa Italia gegen Juventus Turin bestritt. Für die Rückrunde der Saison 2005/06 war er an FBC Treviso ausgeliehen, mit dem er als Letzter abstieg. Da er in der Saison 2006/07 zu keinem Einsatz kam und ihm sogar der damals bereits 43 Jahre alte Torhüter Marco Ballotta vorgezogen wurde, durfte er den Club im Sommer 2007 verlassen und wechselte als Ersatz für Christian Abbiati zum Erstligarivalen FC Turin, wo er nun einen Stammplatz hat.